# 張健
張 健（ちょう けん、? - 329年）は、東晋初期の軍人。『晋書』巻7では、張謹と記されている。蘇峻の乱で蘇峻軍の中心として活躍するが、追討軍に敗れて討死した。

## 生涯
東晋の冠軍将軍蘇峻に仕えていた。
咸和2年（327年）10月、蘇峻は歴陽で挙兵し、東晋に反旗を翻した。張健は蘇峻軍の中核をなした。
12月、蘇峻は張健・韓晃らに姑孰を攻めさせた。姑孰を攻略し、塩や米を接収した。姑孰陥落に中書令庾亮は大変悔やんだという。
咸和3年（328年）5月、会稽内史王舒・奮武将軍庾冰が反蘇峻の兵をあげた。呉興郡太守虞潭・呉国内史蔡謨・前義興郡太守顧衆らが兵を率いて呼応した。蘇峻はこの報を聞き、張健・管商・弘徽らに討伐を命じた。張健らは晋陵に侵攻、虞潭らの軍と一進一退の攻防を繰り返した。馬雄とともに、庾冰らの軍の前鋒と無錫で交戦、勝利を収めた。張健らは敵地に侵入、府舎を焼き、諸県から掠奪を行った。
王舒らは軍の再編を行い、張健らと戦った。張健は前鋒軍を破り、姚休を討ち取り、紫壁に撤退させた。王舒らと再び戦い、張健は曲阿に退いた。張健は馬雄、陶陽らを迎撃に向かわせたが、2千の兵を失う大敗を喫した。
9月、韓晃らとともに大業の塁を攻めた。塁の中は水が欠乏し、将兵は糞汁を飲むほどの困窮ぶりだったが、守りは固く、攻めあぐねていた。
10月、蘇峻の死を聞き、石頭に引き返した。
咸和4年（329年）2月、追討軍が石頭を攻めた。蘇碩が勇戦の末に討ち取られると張健らは大いに懼れ、曲阿へ逃れた。その途上、蘇逸が李湯に捕らえられ、殺害された。軍は張健が統率した。弘徽らが二心を抱いていると疑った張健は、彼らを殺害した。
舟で延陵から呉興に入った。追ってきた揚烈将軍王允之と戦い、敗れて男女1万余を奪われた。張健は韓晃・馬雄らとともに軍を率いて故鄣へ向かった。郗鑒は李閎を派遣して追撃させた。両軍は平陵山で戦い、蘇峻側は壊滅、張健は討死した。

## 関連事項
- 蘇峻の乱